# Instituto de Conservación de Ballenas
El Instituto de Conservación de Ballenas es una organización sin fines de lucro fundada en Buenos Aires en 1996 con el propósito de proteger a las ballenas y su medioambiente mediante la investigación y la educación. Representa en Argentina al Whale Conservation Institute / Ocean Alliance, fundado en los Estados Unidos en 1971 por el Dr. Roger Payne.
El ICB basa sus actividades de investigación en el Programa Ballena Franca Austral. Actualmente, es el estudio de mayor continuidad efectuado sobre una ballena barbada, basado en el seguimiento de individuos fotoidentificados. La información científica generada por este programa es volcada en estrategias locales y regionales de conservación de cetáceos y en programas educativos.

## Generalidades
La organización recibe donaciones de particulares a través del Programa de Adopción de Ballenas, además de otras donaciones en dinero y/o servicios para facilitar la ejecución de los programas que se llevan a cabo.
Dispone de una red de voluntarios que se incorporan anualmente para realizar diferentes tareas en los distintos departamentos que la conforman.
El ICB trabaja en colaboración con otras organizaciones que se dedican a la conservación del medio ambiente en general y de cetáceos en particular, y forma parte de Mar de Cetáceos (una red de información sobre gestión y uso no letal de cetáceos en Latinoamérica, cuyo objetivo es facilitar el acceso y el intercambio de información relacionada con la investigación no letal, la observación y las estrategias regionales de conservación de ballenas y delfines) junto con otras 23 organizaciones de 11 países. Desde el 2006 participa como ONG observadora acreditada ante la Comisión Ballenera Internacional y activamente en las reuniones del Grupo de Buenos Aires, junto con más de 30 organizaciones de Latinoamérica y organizaciones internacionales que desarrollan trabajos de conservación en la región. También participa en la Red Internacional de Ballenas coordinada por el Pew Charitable Trust y fue incorporado como miembro en el Comité Consultivo dentro de la Administración del Área Natural protegida Península Valdés.

## Actividades

### Programa de Investigación Ballena Franca Austral

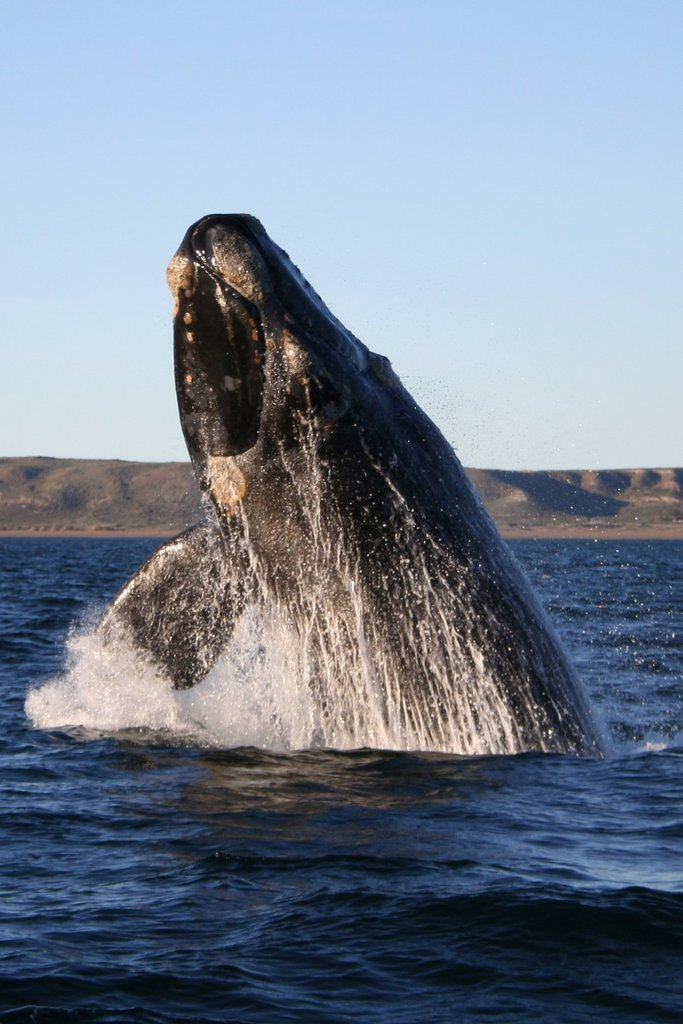
Ballena Franca Austral en Península de Valdés.

Comenzó en 1970 cuando el Dr. Roger Payne descubrió que podía identificar individualmente mediante fotografías a las ballenas francas a partir de los patrones de callosidades en sus cabezas. Hasta ese momento, lo que se conocía sobre las ballenas provenía en su mayor parte del análisis de ejemplares cazados por la industria ballenera. El Dr. Payne descubrió que siguiendo la vida de los individuos, podría aprender mucho más sobre las ballenas de lo que se conocía a partir de animales muertos. Muchos de los descubrimientos y de las técnicas que son importantes para evaluar el estado y la salud de esta y otras poblaciones de ballenas francas, provienen del estudio de la población de ballenas francas de Península Valdés; incluyendo las técnicas utilizadas para estudiar a las ballenas, documentar su distribución y estimar el tamaño y la tasa de crecimiento de la población, seguir sus movimientos y contar el número de individuos acústicamente. Este programa es actualmente dirigido por la investigadora Victoria Rowntree.
Los descubrimientos incluyen hechos tales como:
- La mayoría de los nacimientos ocurren en agosto, la mayor abundancia de ballenas se da a finales de septiembre y principios de octubre, las hembras paren una vez cada tres años y tienen su primera cría a los nueve años de edad en promedio. La posibilidad de seguir a los individuos por largos periodos de tiempo desde los acantilados de Península Valdés dio lugar a uno de los estudios más detallados sobre el comportamiento de una población de ballenas francas en la cual los cambios en las interacciones entre las hembras y sus crías se relacionan con el desarrollo de las crías en sus primeros tres meses de vida.
- El análisis genético de las muestras de tejido extraídas de ballenas varadas ha demostrado que las ballenas de Península Valdés conforman una población independiente de las ballenas francas que paren en las costas de Sudáfrica.
- Las comparaciones de fotografías aéreas de ciertos individuos indican que las hembras de ballenas francas pueden ocupar más de una zona de cría. Algunas hembras que paren en Península Valdés también han sido fotografiadas con crías en la zona de cría de ballenas francas al sur de Brasil.[12]
- El análisis isotópico de las barbas de ballenas que fueron halladas muertas en Península Valdés muestra que algunas ballenas comparten una zona de alimentación con ballenas francas que paren en las costas de Sudáfrica y algunas se alimentan incluso en otra zona más al norte.[13]
- Los relevamientos aéreos anuales de las ballenas francas de Península Valdés han permitido la creación de una base de datos que ya lleva 39 años de historia de la población, que contiene una descripción detallada de la distribución, miembros de la familia y preferencias de más de 2000 individuos conocidos.[14][15][16]
- Las crías de ballenas francas australes aprenden de sus madres en el primer año de vida dónde dirigirse para conseguir alimento.[17]

### Educación
Con el fin de promover la preservación del medioambiente marino, el ICB ha fomentado iniciativas para informar al público en general y estimular su compromiso en la protección de los recursos marinos de Argentina. A través de actividades informativas y de concientización.
Algunas acciones:
- Realización de conferencias con el propósito de actuar como un puente entre los investigadores científicos y la sociedad.[18][19]
- Redacción de guías de avistaje de ballenas para visitantes en Península Valdés.
- Entrega de paneles educativos a la Secretaría de Turismo de la Provincia de Chubut para su colocación en puntos turísticos estratégicos.
- Encuentros anuales con los capitanes de las empresas de avistaje y la comunidad de Puerto Pirámides.
- Redacción de boletines técnicos y listas de correo con información científica y novedades sobre el programa de investigación, orientados al público en general.
- Programa Educativo "Acercando las ballenas a tu escuela" en conjunto con la Dirección de Fauna y Flora Silvestre de Chubut.[20][21]

### Conservación
En sus primeros años el ICB concentró sus esfuerzos en el fortalecimiento, en Argentina, del programa de investigación iniciado por el Dr. Payne y su equipo de colaboradores en los años 70. Con el correr del tiempo fue adaptándose y planteando acciones a las crecientes amenazas que enfrentan los cetáceos. Así surgieron sus objetivos aplicados a la conservación.
Si bien la población de ballenas francas de Península Valdés está creciendo a una tasa aproximada del 7% anual, actividades humanas continúan degradando su hábitat y amenazando el sostenimiento de este crecimiento. Entre los problemas existentes en el área de cría de Península Valdés podemos mencionar los siguientes:
- Enmallamiento en sogas y redes de pesca.[24]
- Hostigamiento por parte de las gaviotas cocineras que se alimentan de la piel y la grasa de las ballenas.[25][26][27]
- Aumento del tráfico de embarcaciones que pueden alterar el comportamiento de las ballenas.
- Intensa actividad naviera con riesgo de choques fatales para las ballenas.[28]
- Incremento del desarrollo urbano cerca de las áreas preferidas por las ballenas.
- Amenaza de re-asunción de la cacería comercial de ballenas.[29]

A través del programa de conservación el ICB actúa para encontrar soluciones a los problemas emergentes suministrando información científica que aporte elementos a las autoridades gubernamentales, trabajando en foros nacionales e internacionales donde se decide el futuro de las ballenas, y fomentando la participación activa de las personas en la protección de las ballenas y su hábitat.